# Drüslinge
Die Drüslinge (Exidia) sind eine Pilzgattung der Agaricomycetes aus der Familie der Ohrlappenpilzverwandten (Auriculariaceae).
Die Typusart ist der Stoppelige Drüsling (Exidia glandulosa, syn. E. truncata).

## Merkmale
Drüslinge besitzen zähgallertig bis knorpelig-gelatinös unregelmäßig kreisel-, schüssel- oder kissenförmig oder ausgebreitete, manchmal hirnartige Fruchtkörper. Die fertile Oberseite ist feucht glänzend, runzelig oder mit Drüsenwärzchen besetzt, die dem Substrat zugewandte Unterseite ist steril und glatt oder zottig-rau bis feinkörnig. Nach dem Eintrocknen sind die Fruchtkörper (Frk.) hornartig hart, leben aber bei Zufuhr von Feuchtigkeit wieder auf. Die Arten der Gattung sind überwiegend dunkel gefärbt.
Mikroskopische Kennzeichen der Gattung sind die monomitische Hyphenstruktur mit zylindrischen, farblosen Hyphen, die teilweise offene Schnallen besitzen. Die vierzelligen, Basidien sind kugelig-ellipsoid und besitzen lange Sterigmen. Zystiden sind nicht vorhanden. Die dünnwandigen, farblosen Sporen sind zylindrisch gekrümmt, wurst- oder bohnenförmig (allantoid), glatt und nicht mit Jodreagenzien anfärbbar. Mitunter bilden sie Nebensporen.

## Ökologie
Die Drüslinge sind saprobiontische Holzbewohner, die im besiedelten Holz eine Weißfäule erzeugen.

## Arten
Die Gattung umfasst weltweit etwa 35 Arten, für Europa werden 12 angegeben:
| Drüslinge (Exidia) in Europa |                                                           | |
| \| Punkt-Drüsling \| Exidia badioumbrina \| (Bresadola 1903) Killermann in Engler & Prantl 1928 \| \| Zottiger Drüsling \| Exidia candida syn. Exidia villosa \| Lloyd 1916 \| \| Knorpeliger Drüsling \| Exidia candida var. cartilaginea \| S. Lundell & Neuhoff in Neuhoff 1935 \| \| \| Exidia fulva \| Bresadola & Torrend in Torrend 1913 \| \| Abgestutzter, Becherförmiger oder Stoppeliger Drüsling \| Exidia glandulosa syn. Exidia truncata \| (Bulliard 1789 : Fries 1822) Fries 1822 Fries 1822 : Fries 1822 \| \| Teerflecken-Drüsling \| Exidia pithya \| (Albertini & Schweinitz 1805 : Fries 1822) Fries 1822 \| \| Warziger Drüsling \| Exidia nigricans syn. Exidia plana syn. Exidia glandulosa \| (Withering 1776) P. Roberts 2009 (F.H. Wiggers 1780) Donk 1966 (Bulliard 1789 : Fries 1822) Fries 1822 ss. Jülich 1984 et auct. \| \| Kreisel- oder Weiden-Drüsling \| Exidia recisa \| (Ditmar 1817 : Fries 1822) Fries 1822 \| \| Kerbrandiger Drüsling \| Exidia repanda \| Fries 1822 : Fries 1822 \| \| Kandisbrauner Drüsling \| Exidia saccharina \| (Albertini & Schweinitz 1805 : Fries 1822) Fries 1822 \| \| Weißlicher Drüsling \| Exidia thuretiana \| (Léveillé 1848) Fries 1874 \| \| Umberbrauner Drüsling \| Exidia umbrinella \| Bresadola 1900 \| |                                                           | |
| Punkt-Drüsling | Exidia badioumbrina                                       | (Bresadola 1903) Killermann in Engler & Prantl 1928                                                                             |
| Zottiger Drüsling | Exidia candida syn. Exidia villosa                        | Lloyd 1916 |
| Knorpeliger Drüsling | Exidia candida var. cartilaginea                          | S. Lundell & Neuhoff in Neuhoff 1935                                                                                            |
| | Exidia fulva                                              | Bresadola & Torrend in Torrend 1913                                                                                             |
| Abgestutzter, Becherförmiger oder Stoppeliger Drüsling | Exidia glandulosa syn. Exidia truncata                    | (Bulliard 1789 : Fries 1822) Fries 1822 Fries 1822 : Fries 1822                                                                 |
| Teerflecken-Drüsling | Exidia pithya                                             | (Albertini & Schweinitz 1805 : Fries 1822) Fries 1822                                                                           |
| Warziger Drüsling | Exidia nigricans syn. Exidia plana syn. Exidia glandulosa | (Withering 1776) P. Roberts 2009 (F.H. Wiggers 1780) Donk 1966 (Bulliard 1789 : Fries 1822) Fries 1822 ss. Jülich 1984 et auct. |
| Kreisel- oder Weiden-Drüsling | Exidia recisa                                             | (Ditmar 1817 : Fries 1822) Fries 1822                                                                                           |
| Kerbrandiger Drüsling | Exidia repanda                                            | Fries 1822 : Fries 1822 |
| Kandisbrauner Drüsling | Exidia saccharina                                         | (Albertini & Schweinitz 1805 : Fries 1822) Fries 1822                                                                           |
| Weißlicher Drüsling | Exidia thuretiana                                         | (Léveillé 1848) Fries 1874 |
| Umberbrauner Drüsling | Exidia umbrinella                                         | Bresadola 1900 |

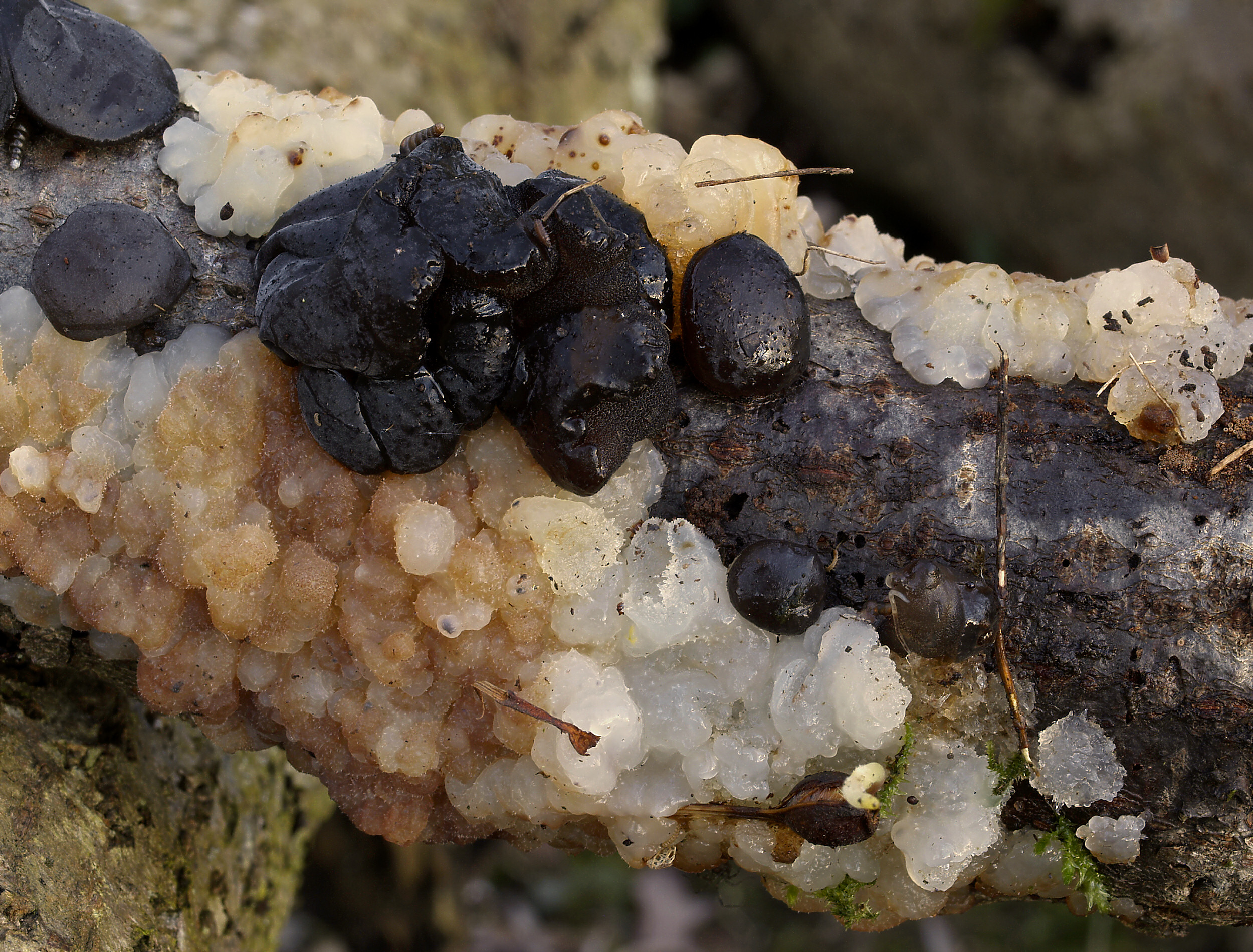
Stoppeliger (Exidia glandulosa) und Knorpeliger Drüsling (E. candica var. cartilaginea) am selben Eichenast
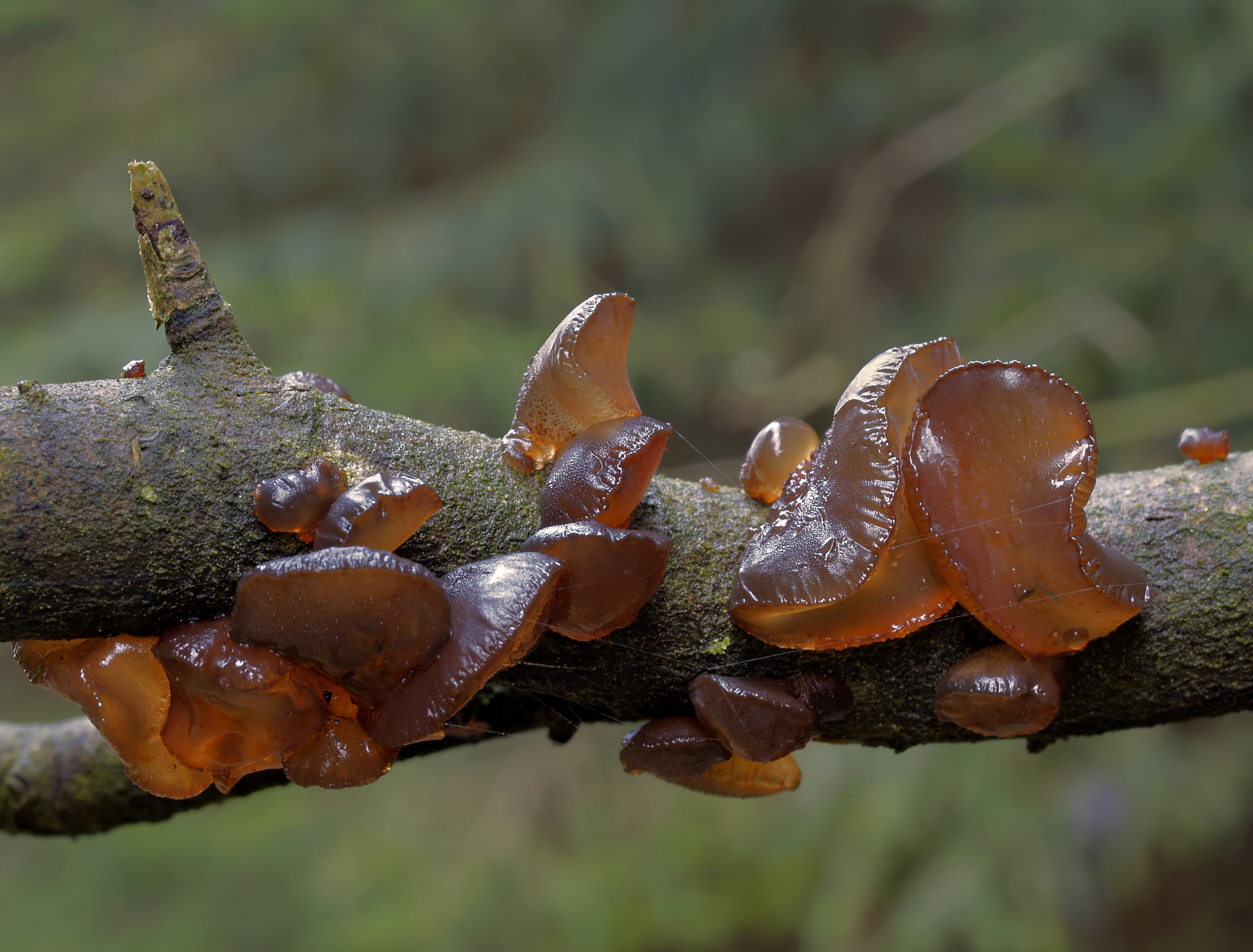
Kreisel-Drüsling (Exidia recisa) an einem Weidenzweig
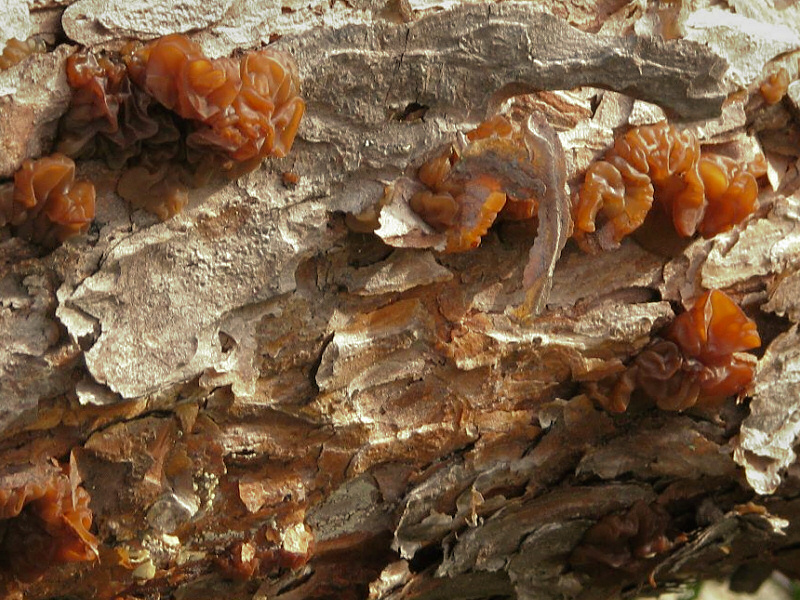
Kandisbrauner Drüsling Exidia saccharina
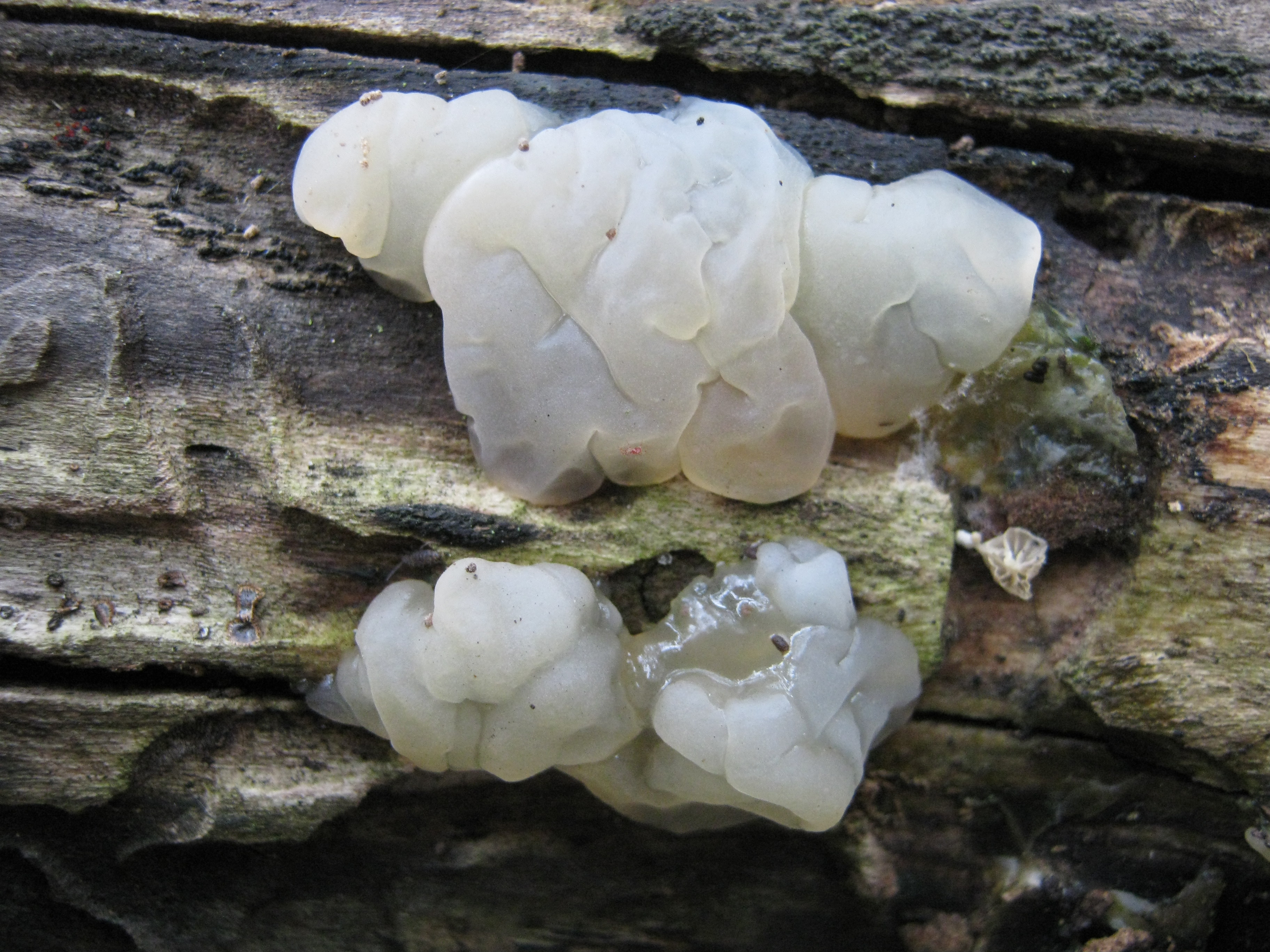
Weißlicher Drüsling Exidia thuretiana

Innerhalb der Gattung stiftet bisweilen eine Gleichheit der wissenschaftlichen Namen Verwirrung. So werden in der Literatur mit Exidia glandulosa zum einen der Stoppelige Drüsling und zum anderen der Warzige Drüsling bezeichnet. Zur Differenzierung der beiden Taxa sind deshalb die unterschiedlichen Autorenzitate entscheidend.
Der Teerflecken-Drüsling (Exidia pithya) wird von G.J. Krieglsteiner als Varietät des Warzigen Drüslings (Exidia plana) aufgefasst.

## Bedeutung
Die Drüslinge sind keine Speisepilze. Als Holzzersetzer haben sie keine wirtschaftliche Bedeutung.